# Caenurgia magalhaensi
Caenurgia magalhaensi là một loài bướm đêm trong họ Erebidae.